# Lacs Angora
Les lacs Angora sont deux petits lacs d'eau douce dans la Sierra Nevada et le bassin versant du lac Tahoe à 370 mètre au-dessus du lac Fallen Leaf et du lac Tahoe. C'est l'emplacement de l'Angora Lakes Resort, un petit emplacement de loisirs en plein air d'été. Les lacs ont été nommés d'après un troupeau de chèvres Angora qui paissaient dans la région.

## Activités touristiques
La route menant au parking inférieur est ouverte du 1er mai au 1er octobre environ, période pendant laquelle le complexe est accessible à pied. Au complexe au bord du lac supérieur, un petit snack-bar sert des sandwichs, de la limonade « mondialement connue » et des glaces. Des bateaux à rames, des kayaks et des planches à pagaie peuvent être loués.
Une falaise au niveau du lac supérieur peut servir de plateforme de saut. Le rebord le plus élevé généralement utilisé se situe à environ soixante pieds au-dessus de l'eau. Pendant la saison touristique estivale, les sauts sont fréquents.
Une plage étroite de sable de granit, située sur la rive nord-ouest, est un endroit populaire pour la baignade et les bains de soleil.
Le stationnement (payant) dans le parking au bout de Angora Ridge Road est limité. Les week-ends d'été, le terrain se remplit souvent en milieu de matinée. Le stationnement le long d'Angora Ridge Road est limité.

### Sports nautiques
Pendant l'été, le lac est populaire pour les sports nautiques, le saut de falaise et les activités de plage. Les deux villes les plus identifiées avec la zone touristique de Lake Tahoe sont South Lake Tahoe, en Californie et la plus petite Stateline, Nevada ; les petits centres sur la rive nord comprennent Tahoe City et Kings Beach.

## Angora Fire de 2007

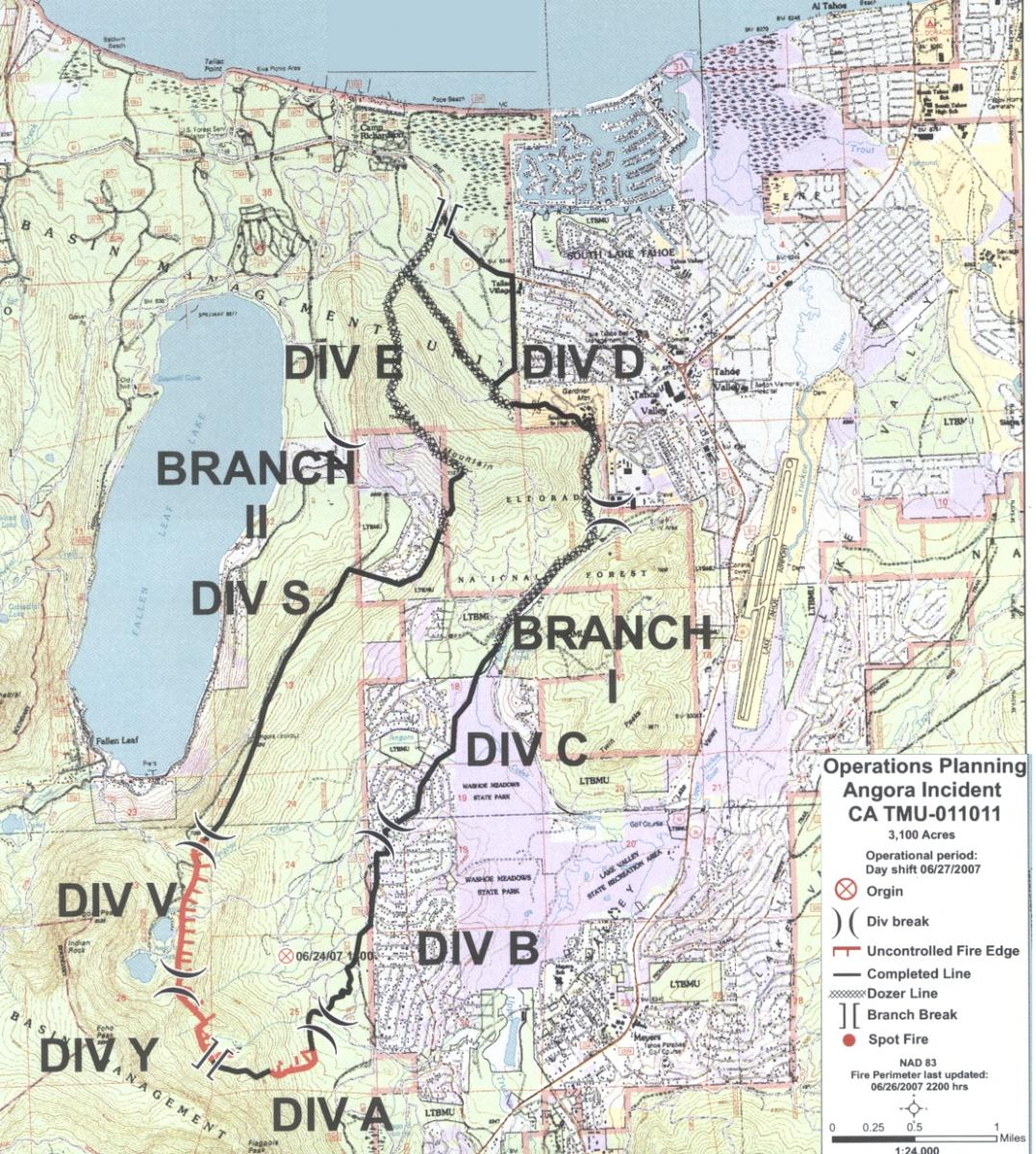
Angora Fire of 2007 Carte du périmètre, Unité de gestion du bassin du lac Tahoe

« Angora Fire (en) », un incendie a commencé vers 13 h le dimanche 24 juin 2007 à l'extrémité sud d'une terre reculée fortement boisée en aval d'Angora Ridge Road et s'étendant de Meyers et Fallen Leaf Lake au sud et à l'ouest, jusqu'au camp Richardson près de la rive sud du lac Tahoe. Des vents violents ont rapidement propagé le feu de manière incontrôlée sur un terrain escarpé. La plupart des dégâts causés aux maisons ont eu lieu près du chemin N. Upper Truckee. où le feu a détruit 254 maisons, endommagé 26 autres, de nombreuses autres structures évaluées à 141 millions de dollars et incité 3 000 évacuations, ce qui en fait une des demi-douzaines d'incendies les plus destructeurs de l'histoire des États-Unis. Aucune structure commerciale n'était impliqué. Au coût de 15 millions de dollars, 2100 pompiers, 145 moteurs et 9 avions-citernes ont combattu l'incendie qui a consumé 3100 acres (12,5 kilomètres carrés) et rempli tout le bassin de Tahoe d'une fumée dense pendant plusieurs jours. Les vents violents ont initialement propagé l'incendie et causé la plupart des pertes de biens, mais les conditions beaucoup plus calmes les trois jours qui ont suivi ont permis aux pompiers de le contenir à 70% avec des lignes pare-feu autour.
Aucun orage n'était survenu dans la région à ce moment-là et on suppose que l'incendie a été causé par l'homme.
Les cendres de l'incendie qui finissent dans le lac Tahoe furent considérées comme un problème pour la clarté du lac Tahoe et le gouverneur Schwarzenegger de Californie s' engagea à dépenser les fonds nécessaires pour restaurer la valeur des terres et empêcher par l'érosion la dépose des cendres dans le lac.

## Sommets et montagnes à proximité
- Echo Peak 8895 pi (2 711,2 m)
- Pic angora 8588 pi (2617,6 m)
- Mont Tallac 9735 pi (2967 m)
- Ralston Peak 9235 pi (2814,8 m)
- Pyramid Peak 9985 3043,4 m